# Wachenheimer Altenburg
Der Wachenheimer Altenburg ist eine sechs Hektar große Weinlage der Gemeinde Wachenheim im rheinland-pfälzischen Landkreis Bad Dürkheim.
Sie gehört zur Großlage Forster Mariengarten und wird nach der VDP-Qualitätspyramide als Erste Lage eingestuft.
Der Boden besteht aus schwach lehmigem Sand und Kalkgeröll. Altenburg hat eine Höhe von 155 bis 185 Metern über NHN. Die Lage ist geprägt durch eine östliche Hangneigung mit einer Neigung von 15–20 % und die unmittelbare Nähe zum Waldrand. Insbesondere werden Riesling und Spätburgunder, Weißer Burgunder, Grauer Burgunder und auch Chardonnay angebaut. Die Weingüter Bürklin-Wolf und Georg Mosbacher und andere bewirtschaften die Lage.